# Tall Rahhal
Tall Rahhal (arab. تل رحال) – miejscowość w Syrii, w muhafazie Aleppo. W 2004 roku liczyła 2866 mieszkańców.